# Lucas Fernández Peña
Lucas Fernández Peña (El Baúl, estado Cojedes, Venezuela 2 de enero de 1895 Santa Elena de Uairén, estado Bolívar, Venezuela 28 de agosto de 1987) fue un ingeniero, explorador y ganadero venezolano, fundador de la ciudad de Santa Elena de Uairén, en el estado Bolívar, próxima a la frontera con Brasil.

## Biografía
Fernández Peña se graduó como ingeniero civil en la Universidad Central de Venezuela. En 1909 ejerció como boticario auxiliar en la farmacia de su tío Santiago Peña en San Fernando de Apure, y en 1910 o en 1911 se trasladó al estado Bolívar, donde trabajó durante dos años como tenedor de libros y practicante de medicina en una empresa de balatá y sarrapia. A partir de 1914 Fernández Peña realizó extensas exploraciones del territorio durante varios años, y el 16 de septiembre de 1923 inició la construcción de su casa en un valle de la Gran Sabana, surcado por el río Uairén, donde formó una familia con una indígena de la etnia pemón.
En 1927 bautizó el valle con el nombre de Santa Elena en honor de su primogénita Luisa Elena, donde se dedicó a la cría de ganado. En octubre de 1929, predicadores adventistas ingleses penetraron en el valle y para noviembre de 1930 habían construido cinco casas-misiones. La presencia de los misionarios movió a Fernández Peña a llevar a cabo una campaña destinada a recuperar la zona, la cual empezó izando la bandera nacional en la cima del monte Akurimán, donde antes ondeaba la británica. La actitud de los misioneros llevó a Fernández Peña a organizar un contingente armado que exigió la desocupación de las áreas ocupadas  El 4 de marzo de 1931 salió el último integrante del grupo de predicadores, cuyas viviendas fueron ocupadas por misioneros venezolanos bajo la protección de Fernández Peña. Igualmente ayudó a los misioneros capuchinos a fundar varias misiones a lo largo de la frontera, incluyendo a San Francisco de Luepa y Santa Teresita de Kavanayén.
En 1930, cuando se inició la demarcación limítrofe con Brasil en la zona de Roraima y de la sierra de Pacaraima, Fernández Peña fue nombrado como primer jefe de la Comisaría Nacional de Fronteras junto con el conde Antonio Gastón Cattaneo Quirin y fue miembro de la Comisión Mixta Demarcadora de los límites con Brasil y la Guayana Inglesa. Fundó tres familias y dejó 27 hijos. Alejo Carpentier, en su novela Los pasos perdidos, se inspiró en Fernández Peña para el personaje de El Adelantado.